# Japanse meeuw (siervogel)
De Japanse meeuw is een kruising van verschillende lonchura's. Zo kan men kenmerken van de Japanse meeuw vinden in de muskaatvink.

## Kenmerken
De Japanse meeuw is een vogel die vooral gehouden wordt door vogelliefhebbers. Het is een sociale, rustige vogel die graag leeft in kleine groepen. Het is daarom aan te raden om een meeuwtje niet alleen te plaatsen. Een groep geniet de voorkeur boven een paar of 1 meeuwtje. De grootte bedraagt ongeveer 11-12 cm. Het vogeltje is overwegend zwart of bruin aan de schedel, met een glanzende snavel (dit telt niet voor de pastelvarianten en ook niet voor de witte Japanse meeuwtjes). De onderbuik bestaat uit zwart-witte veertjes met typische kleur. De borst is ook zwart of bruin, afhankelijk van de variant. Er zijn sinds de jaren 50 verschillende varianten gekweekt, zoals de zwartbruine Japanse meeuw (duidelijke kleuren en een donkere rug), de bonte Japanse meeuw (wit met sporen van de normale variant), een volledig witte Japanse meeuw, zwartbruine en zwartgrijze exemplaren, roodbruine (deze zijn hetzelfde maar in roodbruin) en pastelroodbruin, getekend (wit, maar met vleugel en staart in zwart of bruin), de roodgrijze Japanse meeuw (dit is een normale Japanse meeuw qua uiterlijk, maar grijs), en de creme-ino Japanse meeuw. Zeldzaam is ook de gefriseerde variant. Er is ook een gekuifde Japanse meeuw. Sinds 1981 is er ook een compleet zwarte Japanse meeuw, gekweekt door de Nederlandse vogelkeurmeester Hekman.

## Voedsel
Een goed gemengd zaad voor tropische vogels zou moeten voldoen. Trosgierst en onkruidzaden worden ook geapprecieerd.
Grit en maagkiezel dienen altijd aanwezig te zijn, evenals vers drinkwater, zodat de vogels dit kunnen opnemen wanneer ze er behoefte aan hebben.

## Voortplanting
Japanse meeuwtjes zijn goede kwekers. Ze planten zich probleemloos voort in kweekkooien. Omdat de dieren bij elkaar in het nest kruipen, is het verstandig om slechts 1 koppel in een kweekkooi te zetten. Het legsel bestaat uit 4-7 witte eitjes, die door beide ouders bebroed worden. Na 14 dagen komen de jongen uit het ei, waarna ze nog 2 weken wachten voordat ze uitvliegen. Ze worden dan ook nog zo'n 2 weken gevoerd door de ouders. Daarna kunnen ze apart geplaatst worden. Het paar dat voor het broedsel zorgt kan dan al aan een nieuw legsel bezig zijn. Ze hebben de neiging om hetzelfde nest te gebruiken. Er valt geen eenvoudig onderscheid te maken tussen een mannelijke Japanse meeuw en een vrouwelijke. Alleen de mannetjes zingen, waarbij ze zich dan dik maken. Een vrouwtje dat interesse toont doet dat met opgeheven hoofd en een gestrekte nek, en schuift dichter naar het mannetje toe.

## Gedrag
Japanse meeuwtjes zijn sociale en vreedzame vogels. Ze vinden het prima met hun eigen soortgenoten en andere volièrevogels. Het is echter wel aan te raden om ze niet bij agressieve soorten te plaatsen. Het houden van een groep is de beste optie boven het houden van 1 of een paar Japanse meeuwtje(s). Ze nemen ook graag een bad en houden zich vooral tussen de beplanting op en op de bodem, waar ze voedsel zoeken. De vogel is geliefd om zijn complexe liedjes. Zijn naaste wilde verwant is het spitsstaartbronzemannetje, die veel eenvoudiger zingt.